# 저스틴 솅커로

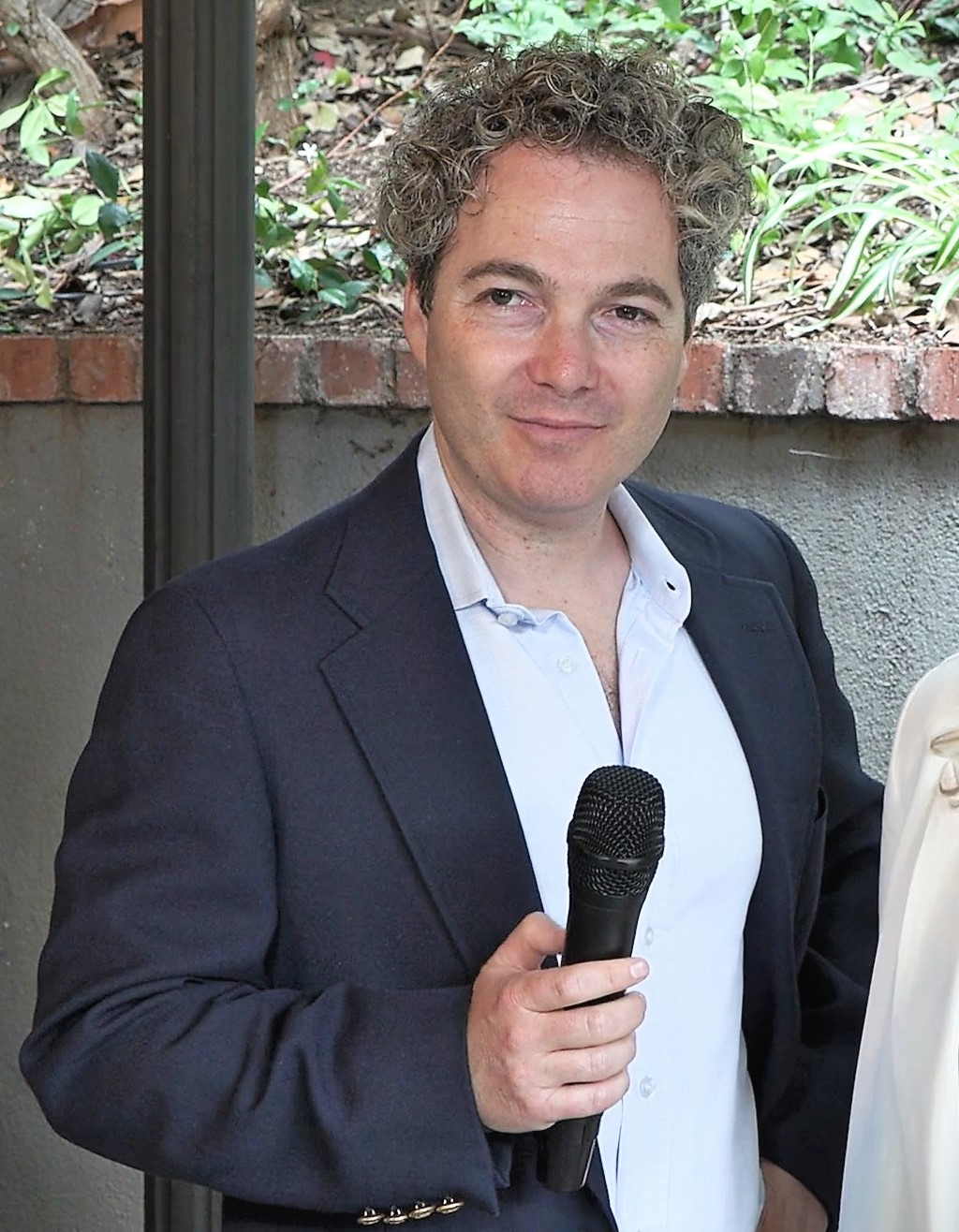

저스틴 솅커로(영어: Justin Shenkarow, 1980년 10월 17일 ~ )는 미국의 배우, 성우이다.
토런스에서 태어났다.

## 출연 작품
- 맥스 & 미 (2015년)
- Fuel (2009)
- 신부들의 전쟁 (2009년) - 추가 목소리 역
- 신나는 동물농장 (2006년)
- 하우스 오브 더 데드 2 (2005년) - 사무엘 더 플레지 역
- 헤이 아놀드 - 극장판 (2002년)
- 방학 대소동 - 여름방학 구출작전 (2001년)
- 피켓 펜스 (1992년) - 매튜 브록 역
- 사랑의 조건 (1992년)
- 마샬의 환상모험 (1991년) - 사이먼 홈즈 역